# Parque nacional Gogorrón
El Parque Nacional Gogorrón es un parque nacional de México situado en el estado de San Luis Potosí. Esta área protegida de 250 km² fue creada en 1936.

## Biodiversidad
De acuerdo al Sistema Nacional de Información sobre Biodiversidad de la Comisión Nacional para el Conocimiento y Uso de la Biodiversidad (CONABIO) en el Parque Nacional Gogorrón habitan más de 420 especies de plantas y animales de las cuales 22 se encuentra dentro de alguna categoría de riesgo de la Norma Oficial Mexicana NOM-059  y 21 son exóticas,